# Medicinska sestra v patronažnem varstvu in urgentnih stanjih
Medicinska sestra v patronažnem varstvu je na terenu samostojna pri odločanju za intervencije zdravstvene nege. To pomeni, da je sposobna pravočasno realizirati cilje oskrbe pacienta v skladu s svojim znanjem in veščinami; prepozna pacientove potrebe in stanje; učinkovito komunicira glede pacientovih skrbi in prioritet oskrbe; prepozna, sodeluje in koordinira različne vire interdisciplinarnega pristopa k oskrbi pacienta .
Pooblastilo pri kliničnem odločanju si pridobi z razvitim sistemom samonadzora in individualnega strokovnega razvoja ter uporabo temeljnih znanj in veščin s prilagajanjem posebnostim delovnega mesta. 

## Kompetencepri delu na terenu medicinske sestre v patronažnem varstvu
Potrebe po zdravstveni negi na domu so v porastu, saj se paciente vedno hitreje odpušča iz bolnišnic in posegi, ki se izvajajo na domu so vedno bolj zahtevni, zato se MS v patronažnem varstvu srečujejo z veliko novimi izzivi. MS v patronažnem varstvu samostojno sprejema odločitve o zdravstveni oskrbi pacientov na domu .
Zdravstveni in socialni status pacientov na domu je zahtevnejši. Iz teh razlogov MS v patronažnem varstvu vsakodnevno sodelujejo s člani širšega zdravstvenega tima. Na terenu je dostopnost drugih članov tima težja in se srečujejo s prelaganjem kompetenc, ki bi jih po zakonu morali opravljati drugi sodelavci v timu, a zaradi ovir je velikokrat potreba, da posege oz. intervencije opravijo same. Zaradi vedno hitrejšega odpuščanja pacientov na dom je MS v patronažnem varstvu povezovalni člen med pacientom, zdravnikom in drugimi službami.
MS v patronažnem varstvu mora biti pri svojem delu samozavestna, da deluje profesionalno in lažje premaguje nejasnosti. Tako zagotavlja najboljšo oskrbo za svojega pacienta. Da se izogne dvomu ali strahu mora vedeti, da se lahko v zahtevnih situacijah vedno zanese na zdravnika za posvet ali nadaljnjo podporo. S tem zaupa v organizacijo in se lažje znajde v težje obvladljivih situacijah. Poleg samostojnosti se MS v patronažnem varstvu na terenu srečujejo tudi z drugačnimi okoliščinami in pogoji za delo, npr. opremljenost, neprimerna svetloba, čistoča in temperatura. Zaradi slabših pogojev dela, še posebej na oddaljenem terenu morajo ravnati preudarno, da obdržijo strokovnost in svoje zdravje ter so učinkovite pri reševanju težav .

## Odgovornost medicinske sestre v patronažnem varstvu
Zakon o zdravstveni dejavnosti določa v 62. členu tele temeljne pogoje za odgovornost zdravstvenega delavca. To so: zdravstveno dejavnost lahko opravljajo zdravstveni delavci, ki imajo ustrezno strokovno izobrazbo in so strokovno usposobljeni za samostojno opravljanje dela v svojem poklicu ter izpolnjujejo druge pogoje, določene s tem zakonom ali z drugimi predpisi.
˝Kompetence jasno določajo odgovornosti poklicev v zdravstveni in babiški negi. Tudi 55. člen Zakona o zdravstveni dejavnosti pravi, da ˝zdravstveni delavec lahko samostojno opravlja vsako delo, za katero ima ustrezno izobrazbo in je zanj usposobljen ter ima na voljo ustrezno opremo. Za svoje delo prevzema etično, strokovno, kazensko in materialno odgovornost˝ .

## Urgentna stanja v patronažnem varstvu

### Oskrba življenjsko ogroženega in oživljanje na terenu
Predbolnišnični pristop k osebi temelji na ITLS pregledu. Čas oskrbe je zelo pomemben zato se MS v patronažnem varstvu omeji na tisto, kar poškodovanca življenjsko ogroža. Pomembno je da hitro oceni stanje poškodovanca, začne z oživljanjem in stabilizacijo vitalnih funkcij na terenu. Pomaga pri pripravi na transport, nato sledi hiter prevoz do ustanove in stalno spremljanje stanja poškodovanca. ITLS pregled sestavljajo: primarni pregled poškodovanca, kjer identificira stanje, ki ogroža poškodovanca in ga je treba oskrbeti že na terenu, ter identifikacija poškodovancev, ki potrebujejo hiter transport; sekundarni pregled poškodovanca zajema ugotavljanje vseh poškodb, pri ogroženih se izvaja med transportom ali v bolnišnici; kontrolni pregled med transportom zajema spremljanje poškodovanca. Primarni pregled zajema oceno prizorišča, začetno oceno stanja poškodovanca (ABC), hitri travma pregled ali usmerjen pregled poškodovanca. Na kraju dogodka MS v patronažnem varstvu oceni ali je varno za pristop k poškodovancu. Vedeti je treba število poškodovancev za posredovanje drugim službam. Aktivacija drugih služb – (NMP, policija, gasilci, gorska reševalna služba in podobno). Pregled poškodovanca se začne z oceno stanja zavesti in oceno dihalne poti, dihanja in cirkulacije (ABC). Do poškodovanca pristopa s sprednje strani in varuje vratno hrbtenico če je indicirano. Oceni zavest z AVPU lestvico:
- A-alert, budnost;

- V-verbal, odzivnost na glas;

- P-pain, reagira na bolečino;

- U-unresponsive, ne reagira na bolečino

in dihalno pot, dihanje in cirkulacijo:
- A-airway, vzdrževanje proste dihalne poti;
- B-breathing, prosto dihanje;
- C-circulation, nadzor krvnega obtoka, zaustavljanje krvavitev, nadomeščanje tekočin – vzpostavitev intravenske poti [6].

Ob nevarnih generaliziranih mehanizmih poškodbe (padec z višine), po začetnemu pregledu sledi hiter travmatološki pregled celega telesa. Pri nevarnih jasnih fokusiranih mehanizmih nesreče (vbodne rane), po začetne pregledu sledi usmerjen fokusiran pregled. Omeji se le na področje poškodbe, lahko tudi sosednja področja. Pri poškodovancih, kjer so ugotovljene nenormalnosti v začetnem pregledu (motnje zavesti) je potreben hitri travma pregled celega telesa, ker je treba ugotoviti vzrok. Poškodovanca pregleda po vseh predelih telesa. Začne pri glavi, vratu, prsnem košu, trebuhu, medenici, spodnje okončine, zgornje okončine, nato poškodovanca obrnemo v osi (pomoč reševalcev) in pregledamo hrbet. Med pregledom se pogovarja s poškodovancem in poskuša izvedeti informacije po SAMPLE anamnezi:
- S-symptoms, težave poškodovanca;
- A-allegies, alergije;
- M-medications, zdravila;
- P-past medical histroy, kronične bolezni;
- L-last meal, kdaj je bil zadnji obrok;
- E-events preceding the incident, kaj se je zgodilo.

Kontrolni pregled poškodovanca je krajši pregled, ki ga ponavljamo na nekaj minut, kjer ugotavlja spremembe v stanju poškodovanca .
Če je pacient nezavesten, ima odsoten utrip, ne diha normalno (agonalno dihanje – posamični vdihi, izgleda kot hlastanje za zrakom) in se ne odziva lahko posumi na srčni zastoj. Takoj pokliče nujno pomoč in začne s TPO (temeljni postopki oživljanja). Če so prisotni očividci jih pošljemo po AED, če je v bližini. Izvaja zunanjo masažo srca 30 stisov prsnega koša, nato odpre dihalno pot (nagne glavno) in naredi dva vpiha. Ko je na voljo AED, ga vključi in sledi navodilom do prihoda NMP .

### Pristop k poškodovanem starostniku v domačem okolju
Starostniki v današnjem času živijo bolj aktivno in imajo daljšo življenjsko dobo. Zato so tudi bolj izpostavljeni poškodbam. Razlogi za poškodbe so različni. Starostniki se počasneje odzovejo na nevarnosti iz okolja zaradi slabšega vida, sluha in senzorike, zaradi raznih zdravil imajo omotico ali vrtoglavico. Najpogostejše poškodbe so pri padcih, prometnih nesrečah in opeklinah. V domačem okolju pride velikokrat do padcev, pri čemer si poškodujejo glavo, obraz, hrbet in dolge kosti. Vzroki opeklin so politje z vročo vodo ali oljem. Ko MS v patronažnem varstvu obišče starostnika in ga najde na tleh oziroma poškodovanega, spoštljivo pristopi do starostnika. Ob pogovoru se približa starostniku in govori dovolj glasno in razločno, ter uporablja kratke in enostavne stavke. Med oskrbo pridobiva osebno anamnezo. V primeru suma na zlom ali večje poškodbe pokliče NMP, da starostnika odpelje v bolnišnico za nadaljnjo obravnavo. Transport mora biti udoben in varen, da ne povzroča starostniku dodatne slabosti pri vožnji .

### Akutni koronarni sindrom
MS v patronažnem varstvu velikokrat dela s pacienti, ki imajo kronične bolezni, zaradi katerih lahko pride do hitrega poslabšanja. Zgodi se tudi, da pacient doživi srčni zastoj, kar od njih zahteva hitro in ustrezno ukrepanje, v nekaterih primerih pa obvladovanje začetnih ukrepov za odpravo potencialno rešljivih vzrokov srčnega zastoja .
Naloga MS v patronažnem varstvu je tudi promocija zdravja, preprečevanje bolezni, osveščanje pacientov o zdravem načinu življenje, spodbujanju k opustitvi nezdravih navad in spremljanje pacientovega zdravstvenega stanja. S takim delovanjem daje pacientu zaupanje v zdravstveni sistem. Pomembno je tudi, da pacient zna sam oceniti bolezenske znake in zna poiskati pomoč, da bo to lahko storil pravočasno. Ob obiskih pacienta je MS v patronažnem varstvu pozorna na navajanje težav ali prisotnih bolečin ter njeno obliko in lokacijo. Ločiti mora ishemično, mišično in skeletno bolečino. V primeru da MS v patronažnem varstvu prepozna tipično ishemično bolečino v prsnem košu mora takoj obvestiti najbližjo enoto NMP. Do njihovega prihoda ga MS v patronažnem varstvu stalno nadzira in skrbi, da miruje. Pripravi se tudi na možne zaplete, ki so lahko motnja srčnega ritma ali celo nenadna srčna smrt .
Ko se pacient po AKS vrne domov mora MS v patronažnem varstvu pridobiti podatke o načinu njegovega zdravljenja, posledicah, ki jih je obolenje koronarnih žil pustilo na srčni mišici in omejitvah, ki jih ima pacient zaradi teh posledic. Po takem dogodku je lahko pacient še nekaj časa ranljiv, prestrašen in na ponovne pojave bolečine velikokrat odreagira pretirano. Zato je vloga MS v patronažnem varstvu, da pacienta pomiri in ga oskrbi z vsemi potrebnimi informacijami o službah na katere se lahko zanese ob ponovitvi bolezni in tako poveča njegov občutek varnosti. Prav tako ga spodbuja k čimprejšnji rehabilitaciji in mu na tak način pomaga preboleti strah pred smrtjo ali zmanjšano kakovostjo življenja .

### Oskrba akutne rane in zaustavitev hudekrvavitve
Krvavitev je lahko ogrožajoča za pacientovo življenje, saj lahko vodi v šokovno stanje zaradi izgube velike količine krvi in nastane lahko infekcija. Rane delimo glede na mehanizem delovanja na:
- Odrgnina, opraskanina
- Vreznina in vsekanina – poškodbe pri delu z ostrimi predmeti (nož, sekira). Robovi so gladki, rana močno krvavi.
- Raztrganina – delovanje tope sile na kožo, povzroči jo trganje kože. Koža je zelo prizadeta, saj so robovi rane zmečkani in predstavlja nevarnost za okužbo.
- Zmečkanina – zmečkanine mehkih tkiv so pogosto pridruženi zlomi kosti, okvare živčevja in žilja. Posledica je odstranitev prizadetega dela telesa (amputacija).
- Vbodna rana – vbodi z ostrim predmetom (nož). Kaže se kot vhodna rana, ki se lahko konča v tkivu ali predre na nasprotni strani ven.
- Vgriznina – posledica ugriza živali ali človeka.
- Amputacija
- Strelna rana

MS v patronažnem varstvu rano na terenu oskrbi v smislu sterilnega pokrivanja rane, preprečevanje okužbe in zaustavitev krvavitve. S kompresijsko obvezo zaustavi krvavitev na glavi, trupu ali okončinah. Za spiranje rane uporablja tekočo vodo ali fiziološko raztopino pri površinskih odrgninah, praskah in pri manjših vrezninah. Pri krvavitvah je treba oceniti izgubo krvi in stanje pacienta. Ocena izgubljene krvi je koristen podatek za kirurga in anesteziologa. Zunanjo krvavitev ustavi z direktnim pritiskom na rano ali s pritiskom na arterijo ob kost, s tem zmanjšamo iztekanje krvi. Notranje krvavitve so povezane z veliko izgubo krvi, kar hitro pelje v hemoragični šok. Notranje krvavitve je težko prepoznati, zato je treba ponesrečence dobro pregledati in upoštevati mehanizem nastanka nesreče. Esmarchova preveza se danes uporablja le izjemoma, kot začasna zaustavitev krvavitve do namestitve kompresijske obveze. Ne uporablja se ozkih trakov ali vrvice kateri poškodujejo kožo. Najbolj primerni so trakovi široki 5 centimetrov, kar je lahko zvita trikotna ruta. Pri velikih krvavitvah je pomemben hiter transport v bolnišnico zato hitro pokličemo NMP .

### Možni zapleti in ukrepi pri dajanju zdravil teranafilaktični šok
Pri dajanju zdravil je pomembno, da MS v patronažnem varstvu opazuje pacientovo reakcijo na jemanje zdravil. Opazuje pojave morebitnih stranskih učinkov zdravila. Pomembno je, da opazuje tudi individualno reakcijo pacienta na določeno zdravilo, ki je lahko glavobol, vrtoglavica, navzea, šumenje v ušesih, bruhanje, diareja, znojenje,.. prav tako mora meriti frekvenco pulza in krvni tlak. Če opazi spremembe mora o tem takoj obvestimo zdravnika. Najtežji zaplet je anafilaktična reakcija, ki vodi v anafilaktični šok. To je preobčutljiva reakcija na dano zdravilo .
Pred aplikacijo zdravil na terenu je treba upoštevati nekatere varnostne ukrepe, ki so: preverjanje podatkov o morebitnih alergijah pacienta, upoštevanje večje alergenosti nekaterih zdravil ali celo izogibanje aplikacije alergenih zdravil na pacientovem domu; intravenska aplikacija zdravil naj se na domu vedno izvede preko vstavljene intravenske kanile; pacient naj ob intravenski aplikaciji leži oz. naj bo v takem položaju, da ga MS v patronažnem varstvu lahko poleže; po aplikaciji je treba vsaj petnajst minutno opazovanje pacienta .
Pripomočki in zdravila za oživljanje so nujna oprema vsake ambulante, kjer se aplicira zdravila. Zaradi možne anafilaktične reakcije mora imeti MS v patronažnem varstvu pri sebi ustrezno opremo za ukrepanje .
Pripomočki in zdravila za oživljanje, ki naj jih ima pri sebi vsaka MS v patronažnem varstvu so: Adrenalin 1mg/ml- v vrečki z oznako ˝obvezno redčenje za i.v.˝, antihistaminik za i.v. uporabo (Tavegyl 2 mg- 1 amp.), antihistaminik za p.o. (npr. Claritine 10 mg, Telfast 10 mg- 2 tab.), glukokortikoid za i.v. uporabo (Solu-Cortef 100 mg- 1 amp.), glukokortikoid za p.o. (Medrol 32 mg- 2 tab.), infuzijska raztopina NaCl 0,9 % 250 ml .
Poleg zdravil so obvezni pripomočki v torbi MS v patronažnem varstvu še: aparat za merjenje krvnega tlaka, glukometer, dokumentacijski obrazci, mobilni telefon, razkužilo za roke, škarje, ustno žrelni tubus- airway, zaščitne rokavice, komprese, maske, predpasnik, zaščita za čevlje in žepna dihalna maska .
Ukrepi ob pojavu znakov anafilaktične reakcije ob ali po intravenski aplikaciji zdravila ali aplikaciji intramuskularne, subkutane ali per os dane terapije so: MS v patronažnem varstvu naj takoj prekine aplikacijo zdravila; pacienta naj namesti v ležeč ali polsedeč položaj; oceni stanje po sistemu ABCD (A- airway, B- breathing, C-circulation, D-disability); pokliče zdravnika in nadaljuje postopke po njegovih navodilih; zaradi močnega učinka in nevarnih posledic neustrezne aplikacije Adrenalina mora tim, ki obravnava pacienta po telefonski povezavi upoštevati sledeče: adrenalin se aplicira le pri 4. stopnji anafilaktične reakcije, to je anafilaktični šok. MS v patronažnem varstvu aplicira intramuskularno največ 0,3-0,5 mg Adrenalina- telefonsko navodilo preveri s pozitivno potrditvijo informacije. Nato ocenjuje pacienta po sistemu ABCD in po potrebi izvaja ukrepe temeljnih postopkov oživljanja za vzdrževanje življenjskih funkcij do prihoda zdravnika ali urgentne ekipe NMP. Med čakanjem na prihod ekipe NMP lahko MS v patronažnem varstvu vzpostavi intravenski dostop .
Ločimo štiri stopnje anafilaktične reakcije:
1. stopnja: srbenje kože, dlani, podplatov, urtikarija, kihanje, nemir, hitrejši srčni utrip.
2. stopnja: poleg znakov iz prve stopnje še angioedem, lahko bruhanje, driska, tiščanje v grlu, strah, vrtoglavica.
3. stopnja: rdečica, bronhospazem, dušenje in stridor, tahikardija, krvni tlak je lahko že nižji kot običajno.
4. stopnja: hipotenzija, šok, krči, izguba zavesti, grozeč zastoj srca in dihanja .

### Urgentna stanja votorinolaringologiji
Najbolj pogosta vzroka za urgentno stanje v otorinolaringologiji na katera lahko na terenu naleti MS v patronažnem varstvu sta krvavitev iz nosu in akutna dihalna stiska .
MS v patronažnem varstvu mora najprej ugotoviti ali gre za sprednjo ali zadnjo krvavitev iz nosu. To ugotovi z anamnezo in pregledom pacienta .
Prva pomoč pri krvavitvi iz nosu (lat. epistaxis) je, da medicinska sestra pacienta najprej pomiri in ga motivira za sodelovanje. Potem pacienta namesti v sedeč položaj z glavo sklonjeno rahlo naprej, pacientu stisne nosni krili ob nosni pretin (t.i. digitalna kompresija). Na zatilje mu položi hladne obkladke, s čimer se povzroči skrčenje žil. Nosnice naj bodo stisnjene 15 – 20 minit brez prekinjanja. Če se krvavitev ne ustavi v tem času je nujna napotitev k zdravniku in specialistu .
Znake akutne dihalne stiske mora MS v patronažnem varstvu hitro prepoznati in primerno nuditi prvo pomoč, saj je akutna dihalna stiska stanje, ki ogroža življenje pacienta. Stanje pri katerem je ovirana zgornja dihalna pot se kaže kot stridor. Nujna je ocena stopnje zapore dihalne poti, katero lahko delimo na:
- Delno zaporo z dobrim gibanjem zraka - prizadeti lahko govori, kašlja in pospešeno diha
- Delna zaporo s slabim gibanjem zraka – prisotni znaki hipoksije, hiperkapnije, stridor, cianoza, dihanje s pomožno muskulaturo, poveča se frekvenca dihanja
- Popolno zaporo – prizadeti se grabi za vrat, zgrudi se po tleh, ni prisotnega dihanja [15].

Šele iz ocene stopnje, kaj jo je povzročilo in v katerem predelu je patološko stanje izraženo lahko MS v patronažnem varstvu primerno ukrepa. Oceno je treba izvesti hitro, a mirno, saj se bo pacient tako počutil varneje in bo bolje sodeloval .
Pri tujkih je treba izvesti postopke za odstranitev iz zgornjih dihal .
Pri delni zapori z dobrim gibanjem zraka je treba pri pacientu vzpodbujati kašelj ter ga po potrebi do petkrat udariti med lopaticami .
Pri delni zapori s slabim gibanjem zraka, je treba izvesti 5 udarcev med lopaticama, po vsakem udarcu je treba preveriti, če je tujek uspešno odstranjen. Če po 5 udarcih ni uspeha, je treba tako kot pri odraslih tudi pri otrocih starejših od 1 leta izvesti Heimlichov manever tega se izvede do 5-krat. Če je tujek še vedno v dihalni poti je ponovno treba izvesti 5 udarcev med lopaticami in nato spet 5-krat Heimlichov manever to zaporedje je treba ponavljati, dokler se tujek je izloči ali pa pacient ne izgubi zavesti. Heimlichov manever pri nosečnicah ali pri debelih osebah se izvede nekoliko drugače in sicer pest je treba položiti na spodnjo polovico prsnice in ne med popek in ksifoid. Pri nosečnicah v 2. in 3. tromesečju je odsvetovan .
Vse paciente pri katerih je bil Heimlichov manever izveden je treba odpeljati v bolnišnico na opazovanje.
Pri dojenčku (do 1 leta)  pa poteka odstranjevanje tujka nekoliko drugače. Dojenčka je treba namesti tako, da je s trupom na podlahti MS v patronažnem varstvu, obrnjen na trebuh in z glavo nekoliko nižje od njegovega prsnega koša. Otrokovo glavo je treba podpirati z roko in držati njegovo spodnjo čeljust. Roka MS v patronažnem varstvu naj počiva na njenem stegnu. Z zgornjim delom druge roke se  dojenčka v takem položaju petkrat udari po hrbtu med lopaticama. Če se tujek ni izločil iz dihal, je treba dojenčka obrniti tako, da leži na hrbtu z glavo navzdol še vedno na podlahti MS v patronažnem varstvu. V takšnem položaju se izvede 5 stisov na prsni koš na istem mestu kot pri zunanji masaži srca le s počasnejšo frekvenco in sicer 1 pritisk na 1 sekundo. Če se tujek ne izloči je treba nadaljevati z zaporedjem 5 udarcev med lopaticama in 5 stisi na prsnem košu. To je treba nadaljevati dokler je dojenček pri zavesti, tujek pa je še vedno v dihalnih poteh .
Pri popolni zapori dihalne poti nezavestnega se takoj začne s temeljnimi postopki oživljanja in sicer v razmerju 30:2 (stisi:vdiha).
Pri nezavestnemu otroku ali dojenčku pa se prvo poizkuša tujek odstraniti (a le če je ta viden). Če to ne uspe, je treba začeti s temeljnimi postopki oživljanja. Sprostiti je treba dihalno pot, nato sledi 5 vdihov potem pa v razmerju 30 stisov in 2 vdiha (30:2).

### Pristop k pacientu z akutno zastrupitvijo
Do zastrupitve pride zaradi vstopa strupa v organizem. Zastrupitev je velikokrat očitna in se jo da prepoznati že po prazni embalaži alkoholnih pijač, pesticidov, zdravil, vonju po plinu, obodnih mestih, igla v bližini in razlitih kemikalijah.
Na zastrupitev pa je treba pomisliti tudi, ko ima pacient naslednjo klinično sliko:
- Midriaza
- Diaforeza
- Emeza
- Motnje srčnega ritma
- Avtonomna nestabilnost
- Povečana črevesna aktivnost
- Klonus
- Hiperrefleksija
- Parestezije
- Agitacija
- Motnje zavesti
- Dispneja
- Tremor [17]

Pri pristopu k zastrupljenemu je pomembna lastna varnost in pozornost, sploh če se ne ve za kakšno zastrupitev gre (npr. lahko gre za zastrupitev z ogljikovim monoksidom, ki je lahko zelo nevarna) .
Zaporedje nujnih ukrepov pri akutni zastrupitvi:
1. ABCDE primarni pregled, ocena stanja
  - A-vzdrževanje proste dihalne poti
  - B-ocena učinkovitosti in delovanje ventilacije
  - C-ocena pulza 
    - Če sta pulz in dihanje prisotna, zastrupljenec pa je v nezavesti, ga je treba namestiti v stabilni bočni položaj.

  - D-opraviti je treba hiter nevrološki pregled in oceniti stanje zavest
  - E - odstranitev oblačil, celoten pregled
2. Zgodovina zastrupljenca
  - Iskanje dejstev, identiteta,bruhanje, embalaže
  - Kdaj? Kaj? Kako? Koliko? Kje? Zakaj? Kakšen je bil pacient (spreminjanje klinične slike) In kaj še (npr. zdravila in alkohol)?
  - Okoliščine- ostanki zdravil, alkohola, vonj prostora, poslovilno pismo, pretekla obolenja, tekoča zdravila, alergije, psihiatrična ocena
    - Ves material je treba zbrati in ga predati za nadaljnjo obravnavo v bolnišnico.
3. Dekontaminacija s površine telesa, oči ust (če je primerna), zračenje prostora, dilucija (razredčenje) strupa (zastrupljenec lahko po požirkih spije 100-200 ml vode).
4. Transport- izveden mora biti hitro in varno ter v ustreznem položaju. Pacient mora biti pod stalnem nadzorom [16].

### Akutni zapleti pri pacientu ssladkorno boleznijo
Hipoglikemija se prepozna v prvi fazi po povišanem tonusu simpatikusa, v drugi fazi pa začnejo prevladovati znaki motenj osrednjega živčevja .
Pri pacientu s hudo hipoglikemijo (motnje zavesti) je treba izmeriti krvni sladkor, nato nastaviti intravenski (i.v.) kanal in infuzijo z 10% glukozo. Ko se stanje izboljša in je pacient pri popolni zavesti, se infuzijo z 10% glukozo odstrani, intravenozno kanilo pa se prebrizga s fiziološko raztopino. Pacient naj na to zaužije sladko pijačo ali  hrano (15-20g ogljikovih hidratov) nato sledi ponovno merjenje krvnega sladkorja .
Če je hipoglikemije posledica alkohola, potem je potrebna aplikacija ampule vitamina B1 intramuskularno, še le na to aplikacija glukoze .
Če vzroka za hipoglikemijo ne najdemo, se stanje ne izboljša ali pa se pričakuje ponovitev, je treba pacienta peljati v bolnišnico .
Pri diabetični ketoacidozi je pacient tahipnoičen, somolenten, izražena je slabost, bruhanje z bolečinami v trebuhu, pogosto je prisoten acetonski zadah .
Ukrepanje pri diabetični ketoacidozi: nastavitev i.v kanala, aplikacija fiziološke raztopine (2000ml v prvi uri), spremljanje pacienta na EKG monitorju, dajanje inzulina v odmerku 0,1 IE/kg/h. Nujno je treba poklicati 112 .
Alkoholna ketoacidoza je stanje značilno za kronične alkoholike v alkoholni abstinenci. Prva pomoč je infuzija fiziološke raztopine z glukozo, pred tem pa aplikacija 50-100 mg vitamina B1 .